# Emilia Boldrini
Emilia Boldrini (Bologna, 1822 – ...) è stata un soprano italiano.
Ella cantò all'opera tra il 1837 e il 1853, sulle scene italiane e europee.

## Biografia
Emilia Boldrini nacque a Bologna da Rinaldo Boldrini, pittore, e Maria Gardini. È stata allieve di Luigi Ronzi, che fu professore di canto di Leone Giraldoni e Teresa De Giuli-Borsi.
Il suo esordio fu probabilmente a Bologna, nel 1837. Si esibì sulle principali scene d'Italia di quel momento : La Fenice di Venezia durante 1839-1840, Ferrara, Ravenna, Forlì, Padova, Piacenza, Udine, Lugo. Fu attiva anche all'estero: apparve nel Teatro regale São Carlos di Lisbonna per 1842 e 1843, cosiccomè in Amsterdam nel 1844. Tornata da Amsterdam in Bologna nel 1844, firma un contratto per Barcellona fino a giugno 1845, con il Teatro de los Capuchinos, ed ottenne un buon successo in Roberto Devereux. Interruppe però la presenza in Catalogna e tornò a Bologna già nel ottobre 1844. 
Dopodiché si esibì in Livorno, nel Teatro Rossini durante il carnavale 1844-1845 ne I due Foscari e La Fausta. 
Apparve in Ancona in giugno 1845. 
Già prima della partenza per Barcellona era stata scritturata dal Teatro Carignano di Torino per l'autunno 1845. 
Nel carnavale 1845-1846, si trova in Mantova, ne Il bravo di Mercadante. 
Si esibì in Imola per l'estate 1845, ancora in Roberto Devereux, il 6 agosto 1846, prima di partire per Corfù nell'autunno, dove rimase fino al carnevale  : dopo I due Foscari in settembre 1846, ivi cantò in Lucia di Lammermoor dal 7 novembre 1846, poi in Attila di Giuseppe Verdi in gennaio 1847; qua continua nella Leonora di Mercadante in febbraio 1847. Si fa menzione della Boldrini in un concerto in Bergamo ad onore di Donizetti, il 13 aprile 1847. Cantò poi nel Teatro Sociale di Trento, dal 12 giugno 1847 nel Marin Faliero di Donizetti, e dal 25 juin 1847 nell' Emma d'Antiochia di Mercadante, con il tenore Mecksa ed il baritono Colmenghi.
Nell'autunno 1847, si esibì nel Königsstädtisches Theater di Berlino.
Dopo il 15 aprile 1848, ella lasciò Berlino per Odessa, dovo sposò un ricco personaggio.
Tornò a Bologna nel 1852, dopo quattro anni, senza che si faccia più menzione del ricco sposo . Scese di nuovo sulle scene dell'opera in Italia e fecce ancora parlare di se in aprile 1853 nel ruolo d’Isabella in Roberto il diavolo di Giacomo Meyerbeer nel Teatro Communale di Modena. 
Si rese poi in Nizza dove era stata segnata per l'autunno ed il carnevale 1853. Però dovette rompere il contratto per ragioni di salute. Sembra che abbia cantato lo stesso qua, ma che ci sia stato qualche fiasco nel Marino Faliero, poiché la critica disse che avesse molta esperienza ma poca voce (« beaucoup d'expérience et très-peu de voix »), e venne al suo posto per la stagione Carolina Sannazzaro.

## Critiche
A proposito della sua interpretazione nel Robert Devereux in Udine, il 4 agosto 1841, un critico pure lui bolognese fa l'elenco dei suoi vantaggi: « col suo bel metodo di canto, coll'energica espressione degli affetti, con modi e contegno da vera Regina, colla potentissima voce e l'imponente aspetto ». Lo stesso anno dopo una rappresentazione in Gorizia, si dice: « oltre di essere bella e di avvenente personale, in lei si ammirano voce potente e canto pieno d'anima ed espressione ».
Un po' più tardi (1844), a Barcellona : « una scuola di canto veramente italiano, un'espressione non affettata, una voce eminentemente simpatica, forte, pieghevole, armoniosa, una pronuncia chiarissima, uno sillabare preciso (...) la virtù del canto s'accoppia in lei alla maestria dell'azione (...) mai non manca nulla al suo gesto ».

## Interpretazioni
- Il ruolo-titolo, in Gemma di Vergy di Gaetano Donizetti, nel Teatro comunale di Bologna, durante il carnevale 1838, dal 27 gennaio 1838 al 21 febbraio 1838[Corago 3][19][20],
  - e di nuovo durante la quaresima 1840 ne la Fenice di Venezia[21].
- Il ruolo-titolo nella Beatrice di Tenda di Vincenzo Bellini, nel Teatro Comunale di Forlì, in primavera 1838[7],
  - e di nuovo in Pesaro per giugno 1838[22].
- Ninetta ne La gazza ladra di Rossini, in Ferrara, dal 18 agosto 1838[TAL 2],
  - poi in Modena dal 15 settembre 1838[TAL 20].
- Fiorilla ne Il turco in Italia di Gioachino Rossini, nel Teatro Comunale di Ravenna, per carnevale 1839[Corago 1].
- Elisabetta d'Inghilterra nel Roberto Devereux di Donizetti, nel Teatro Nuovissimo di Padova in primavera 1839[23],
  - poi nel Teatro di Corte di Modena, dal 17 ottobre 1839 e durante l'autunno[24],
  - poi in Udine, per l'estate 1841[TAL 4].
  - e di nuovo in Soresina, durante l'autunno 1841[Corago 4][TAL 21].
- Elaisa ne Il giuramento di Mercadante, colla contralto Raffaella Venier che interpreta Bianca, nel Teatro di Corte di Modena, durante l'autunno 1839[25].
- Giulietta, ne I Capuleti e i Montecchi di Bellini, ne La Fenice di Venezia, il 25 gennaio 1840 e per il successivo carnevale[Corago 5][26].
- Elvira ne I puritani e i cavalieri di Bellini, nel teatro della Nobile Società di Udine, durante l'estate 1841 (fiera di San Lorenzo)[27].
- Il ruolo-titolo (prima assoluta) nella Beatrice di Tolosa di Angelo Catelani, in Modena, il 25 novembre 1841[28].
- Argelia, ne L'esule di Roma di Donizetti, nel Teatro comunitativo di Piacenza, per il carnevale 1842[Corago 6].
- Leonor de Gusman ne A favorita di Donizetti, nel Real Theatro de São Carlos di Lisbonna, il 11 settembre 1842[29],
  - e di nuovo il 20 gennaio 1843 nello stesso teatro[30].
- Il ruolo-titolo nella Norma di Bellini, nel Real Theatro de São Carlos di Lisbonna, il 6 gennaio 1843[31].
- Isabella-Fiorilla in un duetto da Il turco in Italia di Gioachino Rossini, allo stesso posto, lo stesso giorno.
- Il ruolo-titolo nella Dirce di Achille Peri, nel Teatro Comunale di Lugo, durante l'estate 1843[Corago 2].
- Il ruolo-titolo nella Sapho di Giovanni Pacini, nel Real Theatro de São Carlos di Lisbonna, in 1843[32],
  - e du nuovo nel Teatro comunale d'Imola durante l'estate 1846, al 19 luglio 1846[33]
- Lucrezia Contarini, ne I due Foscari di Verdi, nel Teatro Fulgidi di Livorno durante il carnevale 1844-1845[34],
  - poi nel Teatro delle Muse di Ancona nella primavera 1845[35],
  - nel Teatro Carignano di Torino, durante l'autunno 1845[Corago 7][36],
  - e nel Nobile Teatro di San Giacomo di Corfù, durante l'autunno 1846[Corago 8][37].
- Nina ne La pazza per amore di Pietro Antonio Coppola, nel Teatro Carignano di Torino, durante l'autunno 1845[Corago 9].
- Antonina nel Belisario di Donizetti, nel Teatro Rossini di Livorno, per carnevale 1845[38].
- Teodora, ne Il bravo, ossia La Veneziana di Mercadante, nel Teatro Sociale di Mantova, per carnevale 1846[Corago 10].